# Toxic Smile
Toxic Smile ist eine Progressive-Metal-Band aus Deutschland.

## Geschichte

### 1996 bis 2000
Toxic Smile wurde im Januar 1996 von dem Keyboarder Marek Arnold und dem Schlagzeuger Daniel Zehe in Leipzig gegründet. Zu dieser Zeit studierten die beiden Musiker in Leipzig Popularmusik / Jazz (Saxophon bzw. Schlagzeug). Im Mai 1996 stieß Gitarrist Uwe Reinholz dazu. In der Anfangszeit war Thorsten Schomann der Sänger von Toxic Smile, er wurde 1997 durch Larry B. ersetzt. Ebenfalls 1997 kam Bassist Frank Stramm zur Gruppe. Die Band begann an eigenen Liedern zu arbeiten und es entstanden Demoaufnahmen. Im Jahre 2000 gab es einen Wechsel innerhalb der Band. Bassist Frank Stramm verließ Toxic Smile und wurde durch Robert Brenner ersetzt. Am 1. Oktober desselben Jahres veröffentlichte Toxic Smile beim Label F.act-records das Debütalbum „Madness And Despair“.

### 2001 bis 2004
Die Band wurde zunächst in Asien beliebt. Sie unterzeichnete beim Major-Label BMG Korea und überarbeitete für eine Plattenveröffentlichung ihr Debüt-Album nochmals. Es wurden einige Songs neu produziert und die bereits vorhandenen Songs des ersten Albums neu gemischt. Im August 2001 wurde das Ergebnis der Arbeit mit der Veröffentlichung der CD „M.A.D.“ dokumentiert. Die CD erschien ausschließlich in Asien, die Singleauskopplung „Daydream“ stieg in die Charts ein. Es folgte eine Promotion-Tour durch Südkorea. Der koreanische Gitarrist Ahn Hete unterstützte die deutsche Band dabei. Zwischen Oktober 2001 und November 2002 investierte die Band viel Zeit in die Ausarbeitung neuer Stücke. Ein Jahr später trennte sich die Band aufgrund unterschiedlicher Auffassungen zur Ausrichtung der neuen Songs vom Plattenlabel BMG Korea.
Im Jahre 2004 wurde das zweite Toxic-Smile-Album „RetroTox Forte“ beim Label Famous Kitchen veröffentlicht. Die Arbeiten daran waren bereits lange vor dem Veröffentlichungstermin abgeschlossen. Zwischen Februar 2003 und April 2003 nahmen Marek Arnold und Uwe Reinholz das Album im Wizard Studio auf. Zwischen Juli und August 2003 wurde es von Andy Horn – in den Famous Kitchen Studios gemischt und gemastert. Direkt nach der Albumveröffentlichung begann die Band im Sommer 2004 mit den Arbeiten an dem „unplugged“ + Orchester-Projekt „...in classic extension“. Im September 2004 verließ Schlagzeuger und Gründungsmitglied Daniel Zehe die Band. Für ihn verpflichtete Toxic Smile den Schlagzeuger Antonius Gruetzner. Mit ihm zusammen wurden die Arbeiten am „Klassik“-Projekt fortgesetzt und sie endeten nach fast zwei Jahren mit der Veröffentlichung der Bootleg-DVD „Toxic Smile - in classic extension“, die im November 2006 erschien. Sie enthält ein Unplugged-Konzert mit Orchester unter Leitung des Dirigenten der Neuen Philharmonie Frankfurt, Paul Momberger, und dem A-Cappella-Ensemble „Condé-singers“.

### Seit 2005
Die Musiker von Toxic Smile nahmen sich eine Auszeit zur Neufindung. Einige verfolgten daraufhin auch andere Projekte, unter anderem widmete sich Marek Arnold seiner neuen Progressive-Rock-Band Seven Steps to the Green Door und Larry B. stieg im Sommer 2008 als neuer Sänger bei der Band Stern-Combo Meißen ein. Bereits 2008 fanden sich die Musiker wieder zusammen, um an neuen Stücken zu arbeiten. Während des Produktionsprozesses zur EP „Overdue Visit“ und nachdem er seine Schlagzeugparts eingespielt hatte, verließ Schlagzeuger Antonius Grützner Toxic Smile nach vier Jahren. Die EP wurde von Marek Arnold produziert und im Sommer 2009 veröffentlicht und war der Vorbote zu einem neuen Album.
Die Band fand (ebenfalls 2009) in Robert Eisfeldt einen neuen Schlagzeuger und begann die Arbeit an neuen Songs für ihr drittes Vollzeit-Studioalbum. Im Frühjahr 2010 folgten Marek Arnold und Robert Brenner ihrem Kollegen Larry B. zur Stern-Combo Meißen und übernahmen dort die frei gewordenen Positionen am Bass und am zweiten Keyboard (bis 2012). Parallel zur neuen Aufgabe gingen die Arbeiten am neuen Album weiter. Diese wurden noch 2010 abgeschlossen und mit „I’m Your Saviour“ wurde das vierte und erste komplette Album seit 6 Jahren am 1. Januar 2011 veröffentlicht. Seit 2012 arbeiteten Marek und Larry parallel am neuen Progrock-Projekt „Cyril“, dessen Debütalbum Anfang 2013 erschien. Bereits im November 2013 veröffentlichte dann Toxic Smile das nächste Studioalbum „7“, wie alle Alben seit 2009 wiederum beim deutschen Label „progressive promotion records“ (PPR). Am 6. Dezember 2015 erscheint das Konzeptalbum „Farewell“, wiederum beim Label PPR. Es beinhaltet nur einen, fast 43 Minuten langen Song und setzt erstmals seit der DVD-Produktion auch wieder ein Streicherensemble ein. Mit Abschluss der Arbeiten am Album verlässt Uwe Reinholz die Band, neuer Gitarrist wird Stephan Pankow, der gemeinsam mit Marek Arnold auch bei Seven Steps to the Green Door aktiv ist.
In den 2 Jahren nach der Veröffentlichung von „Farewell“ arbeiten die Musiker der Band an neuem Material, welches z. T. bereits aufgenommen wird. Dennoch entscheidet sich die Band, vor allem angesichts der immer größeren zeitlichen und organisatorischen Probleme, die Zusammenarbeit bei Toxic Smile zu beenden. Am 8. April 2018 gibt Toxic Smile das letzte Konzert auf dem Artrockfestival VI in Reichenbach, wo man auch offiziell die Auflösung der Band bekanntgibt. Fast zeitgleich erscheinen beim Label PPR noch Rereleases der DVD „...in classic extension“ und der vergriffenen CDs „I’m Your Saviour“ und „RetroTox Forte“.
Marek Arnold arbeitete gemeinsam mit Stephan Pankow bis 2019 weiter bei Seven Steps to the Green Door und bis heute mit Larry B. bei CYRIL. Robert Brenner steigt 2022 als Bassist bei Seven Steps to the Green Door ein.

## Diskografie

### Studioalben
- Madness and Despair (2000)
- M.A.D. (2001)
- RetroTox Forte (2004 / 2018)
- I’m Your Saviour (2011 / 2018)
- 7 (2013)
- Farewell (2015)

### EPs
- Overdue Visit (2009)

### Singles
- Daydream (2001)
- Owner of a lonely heart (2001)

### DVDs
- In Classic Extension (2006 / 2018)